# Estilla
Az Estilla Jókai Mór névalkotása a Levente című színműben, aminek a mintája valószínűleg az Esztella név lehetett.

## Gyakorisága
Az 1990-es években szórványos név, a 2000-es években nem szerepel a 100 leggyakoribb női név között.

## Névnapok
- július 8.[2]
- július 15.[2]

## Híres Estillák
Mikecz Estilla-színművésznő